# Чиссано, Жоаким
Жоаки́м Албе́рту Чисса́но (согласно португальско-русской практической транскрипции более правильное написание его фамилии — «Шисану») (порт. Joaquim Alberto Chissano; род. 22 октября 1939, Малехис, Газа, Португальский Мозамбик) — мозамбикский государственный и политический деятель.

## Биография

### Ранние годы
Родился в деревне Малехис (округ Чибуто) в южной мозамбикской провинции Газа в семье служащих, обучался в начальной школе Шай-Шай административного центра провинции, затем в лицее Лоренсу-Маркиша (ныне Мапуту). В 1951 году стал первым темнокожим мужчиной, который начал учиться в средней школе Салазара (ныне средняя школа имени Жозины Машел).
С 1960 года изучал в медицину в Лиссабонском университете.
Во время учёбы в Мозамбике стал членом Несам (ячейка в среде африканцев-учеников средней школы лево-националистической организации, созданной Эдуарду Мондлане). В Португалии выдвинулся как один из организаторов и первый председатель Национального союза мозамбикских студентов. Чтобы избежать ареста органами ПИДЕ за политическую деятельность, в 1961 году уехал во Францию, где присоединился к движению за национальное освобождение Мозамбика.

### Активист ФРЕЛИМО
В 1962 году участвовал в создании ФРЕЛИМО, в 1963-м прервал учёбу, чтобы стать секретарём председателя ФРЕЛИМО Эдуарду Мондлане в Дар-эс-Саламе (Танзания).
Член ЦК ФРЕЛИМО с 1963 года. Был назначен секретарём департамента образования ФРЕЛИМО, в 1964-м был временным исполняющим обязанности секретаря по информации и пропаганде и секретаря по обороне, когда данные лица проходили обучение за границей.
В 1964-м продолжил учёбу, в 1965-м стал преподавателем Мозамбикского института в Танзании и вновь секретарём Эдуарду Мондлане. С 1965 года также секретарь новообразованного департамента безопасности ФРЕЛИМО. В 1966 году прошёл курс военного обучения в СССР.
На II съезде ФРЕЛИМО в 1968 году, проходившем на освобождённой территории в провинции Ньяса, переизбран членом ЦК. Во время кризиса в движении и после гибели подорванного бомбой в посылке Э. Мондлане в феврале 1969 года — сторонник Саморы Машела. С 1969 — член политического и военного комитета ФРЕЛИМО и член исполкома.

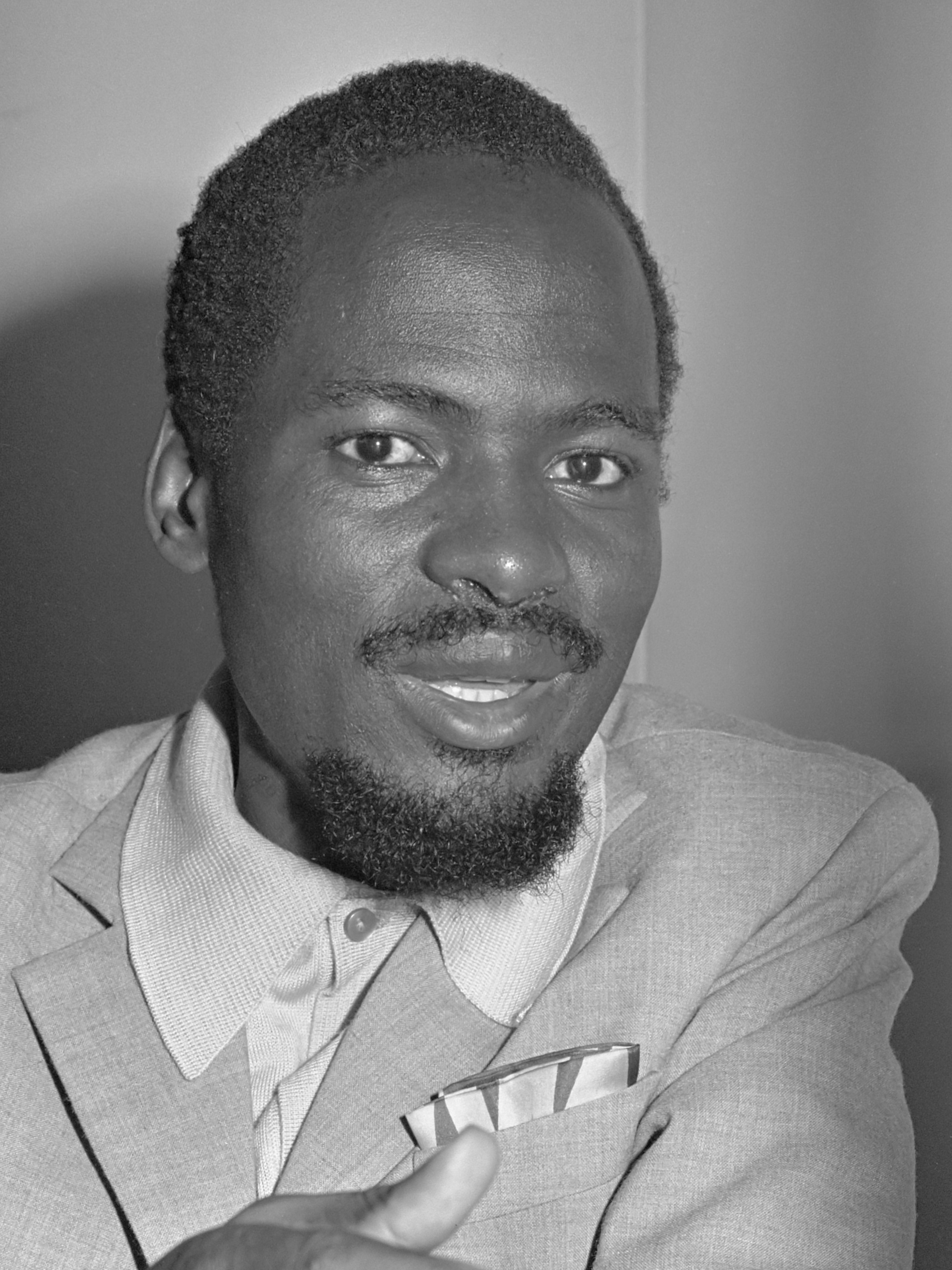
Ж. Чиссано в 1972 году

В конце 1960-х — начале 1970-х представлял интересы ФРЕЛИМО в Европе. В 1974 году был ключевой фигурой при разработке и принятии Лусакских соглашений.

### Независимость Мозамбика
В сентябре 1974 — июне 1975 — премьер-министр переходного правительства Мозамбика. После образования правительства независимого Мозамбика — министр иностранных дел и генерал-майор (с сентября 1980, позже бригадный генерал).
В феврале 1977 года на III съезде ФРЕЛИМО (февраль 1977), преобразованного в политическую партию, переизбран членом ЦК, член Постоянного политического комитета (позже — политбюро), секретарём ЦК по внешним связям.
На первых всеобщих выборах 1977 года избран депутатом Народной ассамблеи, позднее членом Постоянного комитета Ассамблеи.

### Президент Мозамбика
После гибели в авиакатастрофе Саморы Машела ЦК партии 3 ноября 1986 года избрал Ж. Чиссано Председателем ФРЕЛИМО. 6 ноября 1986 года он стал президентом страны. На этом посту придерживался прагматичного подхода к внешней и внутренней политике.
В январе 1987 года была принята программа «экономической реабилитации», поддержанной МВФ и направленная на либерализацию экономики. В 1990—2000-х годах правительством Чиссано были успешно реализованы крупные инфраструктурные проекты, в основном направленные на добычу и переработку природных ресурсов, например, такие, как строительство завода по переработке бокситов, строительство газопровода в ЮАР. Большое внимание было уделено сельскому хозяйству: в 1997 году была принята правительственная программа поддержки агропроизводителей, под давлением иностранных доноров было изменено законодательство и введена частная собственность на землю.
В 1990 году при его непосредственном участии была принята новая конституция страны.
В конце 1991 года провел партийную реформу, учреждающую пост генерального секретаря — как первый шаг к разделению партийных и государственных постов. Фактический контроль за ФРЕЛИМО он сохранил, оставшись председателем партии.
Добился подписания мирного соглашения (4 октября 1992 года, «Римские соглашения» с РЕНАМО), положившего конец гражданской войне в Мозамбике, провёл смену внешнеполитической ориентации страны и осуществил демонтаж однопартийной системы. Под его руководством разорённый многолетней гражданской войной Мозамбик, входивший в число беднейших стран, добился одних из самых высоких темпов экономического роста в мире: 5-6 % в первой половине 1990-х и более 10 % к началу 2000-х годов. Заметное снижение уровня военных расходов, приватизация ряда государственных предприятий, а также меры по упорядочению налоговых сборов привели к оздоровлению финансовой системы и снижению инфляции. Это позволило правительству к началу 2000-х годов увеличить расходы на сельское хозяйство на 13 %, образование — на 21 %, здравоохранение — на 80 %. В его правление число находящихся за чертой бедности сократилось на 15 % (примерно на 3 млн человек), также очень значительно сократились уровни неграмотности и детской смертности.
Переизбирался на пост президента в 1993 и 1999 годах на свободных выборах (получил, соответственно, 53,3 % и 52,9 % голосов). В 2004-м добровольно отказался баллотироваться вновь, и 2 февраля 2005 года на посту президента его сменил Арманду Эмилью Гебуза.

### После президентства
После ухода в отставку занимал ряд должностей в ООН, в июле 2003 — июле 2004 возглавлял Африканский Союз. Способствовал реализации программы по созданию Африканских сил реагирования на кризисы (АСРК).
В апреле 2005 года был назначен в совет директоров золотодобывающей компании «Harmony Gold Mining», принадлежащей «Де Бирс».
В декабре 2006 года был назначен специальным посланником Генерального секретаря ООН Кофи Аннана в районах деятельности Господней армии сопротивления — северной Уганде и Южном Судане.
В марте 2012 года был назначен сопредседателем (вместе с экс-президентом Финляндии Тарьей Халонен) рабочей группы Организации Объединённых Наций по вопросам народонаселения. Проблемы, которыми занимается эта рабочая группа, включают в себя сексуальное здоровье населения, а также здоровье женщин во время беременности и родов.
Член Мадридского клуба.

## Интересные факты

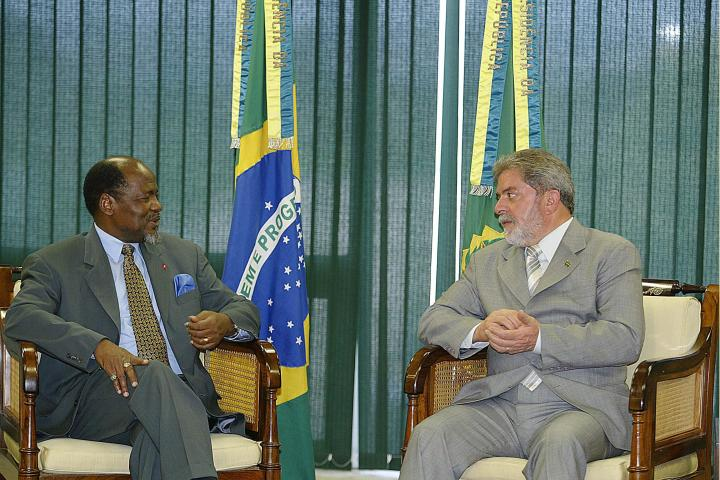
Ж. Чиссано и президент Бразилии Лула да Силва

Женат с 1969 года на Марселине Рафаэл. У супругов два сына и две дочери.
В 1992 году изучал технику трансцендентальной медитации. Два года спустя ввёл медитативную практику в школах армии и полиции: 16 000 солдат и 30 000 гражданских лиц изучали передовую технику йогических полетов. Чиссано заявляет: «Сначала я занимался трансцендентальной медитацией для себя, затем я её ввел в своей семье, привлек министров, высокопоставленных лиц и армию. Это привело к политическому миру и природному равновесию в стране».

## Награды
- Асир Национального ордена Заслуг (Алжир, 9 декабря 2004)[8]
- Орден «Эдуардо Мондлане» I степени
- Орден «25 сентября» I степени с лентой
- Большая цепь Ордена Тимора-Лесте (30 августа 2009)[9]
- Кавалер Ордена Факела Килиманджаро 1 класса (Танзания).
- Кавалер медали Амилкара Кабрала (Гвинея-Бисау).
- Орден «Хосе Марти» (1983, Куба)[10].